# Hugo von Saint-Quentin
Hugo von Saint-Quentin (* 802/806, vermutlich in Frankreich; † 14. Juni 844), genannt der Abt (Hugo Abbas, Hugues l’Abbé), war ein unehelicher Sohn Karls des Großen und der letzte Erzkanzler Ludwigs des Frommen.

## Leben
Hugo wurde zwischen 802 und 806 als Sohn Karls des Großen aus seiner außerehelichen Beziehung zu Regina geboren; er war der jüngere Vollbruder von Bischof Drogo von Metz (* 801) und der Halbbruder Ludwigs des Frommen. Ab 814 gehörte er zu den Tischgenossen Ludwigs, 818 aber auch zu den Familienmitgliedern des Kaisers, die nach dem Aufstand Bernhards von Italien und dessen Tod (17. April 818) vom nunmehr der Familie misstrauenden Ludwig aus seiner Umgebung entfernt wurden. Hugo erhielt auf Befehl seines Halbbruders die Tonsur und wurde in die Abtei Charroux verbannt.
Der Umgang, den Ludwig der Fromme mit den engsten Angehörigen seiner Familie pflegte, und insbesondere der (nicht beabsichtigte) Tod Bernhards brachten Ludwig als Herrscher so sehr in die Kritik, dass er wenige Monate nach dem Tod seines engen Beraters Benedikt von Aniane († 11. Februar 821) Mitte Oktober 821 auf einer Reichsversammlung in Thionville die Anhänger Bernhards begnadigte und die seit langem bestehende Verbannung seiner Vettern Adalhard und Wala aufhob. Kurz darauf (822/823) wurden die verbannten Halbbrüder mit herausgehobenen geistlichen Ämtern entschädigt. Für Hugo bedeutete dies die Abtei Saint-Quentin, zu deren Abt er ernannt wurde.
Eine Beteiligung Hugos in den innerfamiliären Auseinandersetzungen der nächsten zehn Jahre ist nicht bekannt. Unbekannt sind daher die Gründe, die Ludwig veranlassten, ihn zu seinem Erzkanzler zu machen, nachdem er am 1. März 834 in der Abteikirche Saint-Denis wieder als Kaiser anerkannt worden und im Juni der Amtsinhaber Abt Theoto von Marmoutier gefallen war. Hugos erster bekannter Auftritt als Erzkanzler datiert vom 3. Juli 834. Im Jahr 836 erhielt Hugo die Abtei Saint-Bertin, darüber hinaus noch die Abteien Lobbes und Noaillé.
Nachdem Ludwig am 20. Juni 840 gestorben war und die Nachfolgestreitigkeiten unter seinen Söhnen eskalierten, tat Hugo sich anfangs schwer, sich für eine Seite zu entscheiden. Nach der Schlacht von Fontenoy (841) schloss er sich im September 841 den Siegern Karl und Ludwig an und avancierte zu Karls Erzkaplan. Später, wohl nach der Verständigung Karls, Ludwigs und des neuen Kaisers Lothar, befand er sich wieder im Dienst des Letzteren.
Im Jahr 844 griff er in die Kämpfe zwischen Karl und dem bei der Reichsteilung von 843 übergangenen Pippin II. von Aquitanien ein. Als Karl Toulouse belagerte, wurde Hugo mit einer Armee zu Hilfe geschickt. Am 14. Juni 844 stellte Pippin ihn im Angoumois und besiegte ihn, wobei Hugo ums Leben kam. Pippin ließ, einem Wunsch Hugos folgend, seinen Leichnam in die Abtei Charroux bringen und dort bestatten.